# Zespół Aagenaesa

Zespół Aagenaesa dziedziczy się w sposób autosomalny recesywny

Zespół Aagenaesa (ang. Aagenaes' syndrome, cholestasis-lymphedema syndrome, CLS) – rzadki zespół wad wrodzonych charakteryzujący się wrodzoną hipoplazją naczyń limfatycznych, skutkującą obrzękiem limfatycznym kończyn dolnych, o początku w wieku szkolnym, i nawracającymi epizodami cholestazy, począwszy od okresu noworodkowego. Z czasem rozwija się marskość wątroby i olbrzymiokomórkowe zapalenie narządu z włóknieniem w przestrzeniach wrotnych. Udowodniono związek choroby z locus 15q. Około połowy opisanych przypadków pochodzi z południowej Norwegii, stamtąd pochodziły też rodziny, u których norweski pediatra Øystein Aagenaes rozpoznał chorobę po raz pierwszy.